# 川崎市バス井田営業所

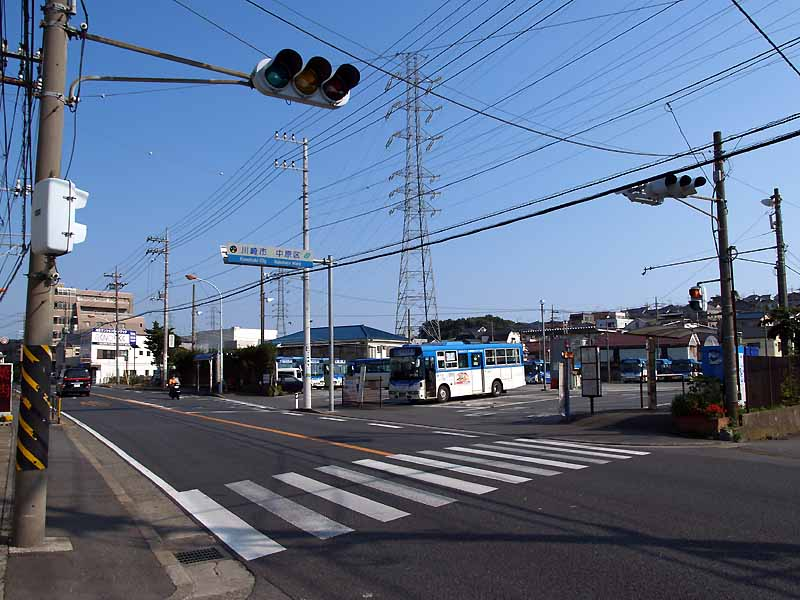
井田営業所は尻手黒川道路に面している

川崎市バス井田営業所（かわさきしバスいだえいぎょうしょ）は、神奈川県川崎市高津区明津に所在する川崎市交通局のバス営業所。正式名称は川崎市交通局自動車部井田営業所。営業所略号はA。最寄りバス停留所は「井田営業所」。川崎市中央部の高津区・宮前区・中原区・幸区に路線を展開する。
2017年3月26日より、神奈川中央交通の子会社である神奈川中央交通東・井田営業所（現・神奈川中央交通 井田営業所）に管理委託されている。同年3月25日までは川崎市交通局の直営であった。

## 沿革
- 1966年（昭和41年）8月 - 井田出張所として開設[2]。
- 1968年（昭和43年）- 井田出張所を井田営業所に昇格[2]。
- 2017年3月26日 - 神奈川中央交通東による管理委託が開始される[3]。
- 2025年4月1日 - 神奈川中央交通の子会社再編により、委託事業者が神奈川中央交通東から神奈川中央交通に変更。

## 現行路線

### 有馬線

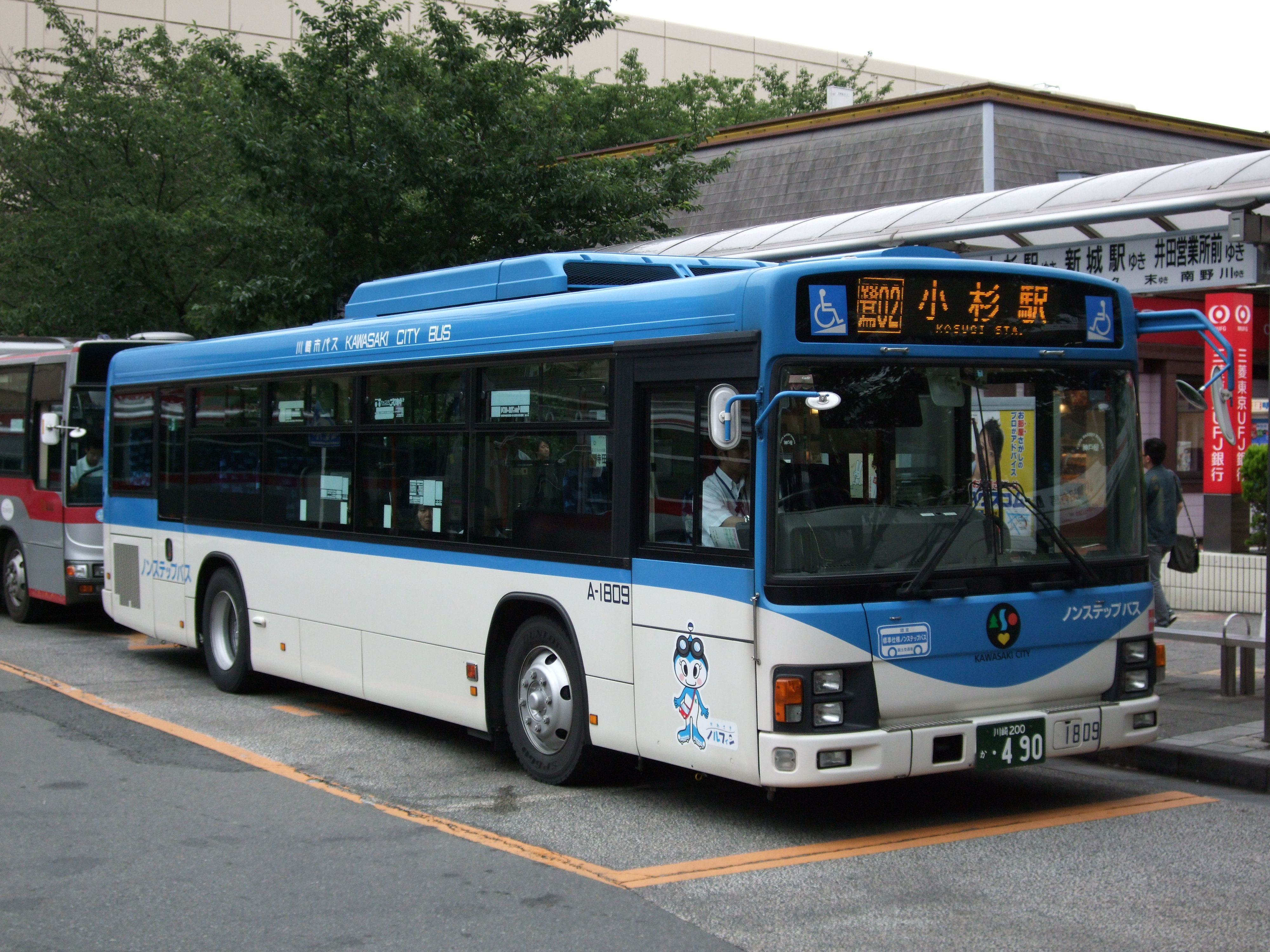
東急バスと共同運行の鷺02系統
鷺沼駅にて

- 鷺02：鷺沼駅 - 有馬第二団地 - 久末 - 野川 - 千年 - 小杉駅前（東急バス東山田営業所と共管）
- 鷺02：鷺沼駅 - 有馬第二団地 - 久末 - 野川 - 井田営業所前
- 鷺02：鷺沼駅-有馬第二団地前-久末-野川-千年-中原駅前（東急バス東山田営業所と共管）

東急田園都市線鷺沼駅とJR南武線武蔵小杉駅を結ぶ中距離路線で、市バスと東急バスの共通定期券が導入されている。共通定期券は鷺02系統の鷺沼駅 - 野川 - 小杉駅前・新城駅前間に限り有効で、井田営業所発着便の野川 - 井田営業所間と他系統は対象外である。
なお、市バスでの運賃は大人220円・子供110円となっているが、東急バスでは2024年3月24日に運賃改定を実施し、大人230円・子供115円（現金120円）となったため、現在は運行社局によって運賃が異なっている。
鉄道駅から離れた野川・久末・千年地区を経由することから全区間において乗客が多い。また中原街道・野川交差点や千年交差点の渋滞が起こりやすいことから、定時性の確保が難しい。

本路線と補完関係にある系統として、有馬第二団地 - 千年間では市バスが溝21系統（溝口駅南口・井田営業所 - 野川 - 有馬第二団地）、武蔵小杉駅側では東急バスが杉06系統（小杉駅 - 久末 - 道中坂下）・杉09系統（小杉駅 - 野川 - 野川台公園前）を並行して運行している。
日中はほとんど直通便のみ運行され、区間便は朝や夕方に集中している。直通便は毎時4 - 5本で、朝や夕、夜の一部を除いて基本的に市バスと東急バスが交互に運行するが、区間便と上記の並走する各系統を合わせると1時間に6 - 10本程度、ラッシュ時はそれ以上のバスが運行されている。特に、中原街道を走行する久末から先は東急バスの割合が高くなっている。
元々東急バスが運行していた路線に、1966年（昭和41年）市バスが参入。以来井田営業所が長年担当してきたが、菅生営業所の管理委託化と同時に移管された（川崎市バス鷲ヶ峰営業所菅生車庫も参照）。
2017年3月26日のダイヤ改正の際に鷺沼駅 - 井田営業所に菅生担当便の設定およびそれ以外の系統に井田担当便の再設定がなされ、全区間が菅生との共管となった。なお、菅生営業所は2021年4月1日に鷲ヶ峰営業所に吸収され、鷲ヶ峰営業所菅生車庫に改称されている。

2022年2月1日のダイヤ改正で、菅生が撤退（これにより当該路線の全てが井田営業所管轄に戻った）。また、有馬第二団地始発便 と久末発着便が廃止となった。なお、久末始発便においては、東急バス便のみ運行が継続されている。
2024年4月1日の減便ダイヤ改正で、新城駅前発着が廃止となり、中原駅前発着に延長された。

### 馬絹線

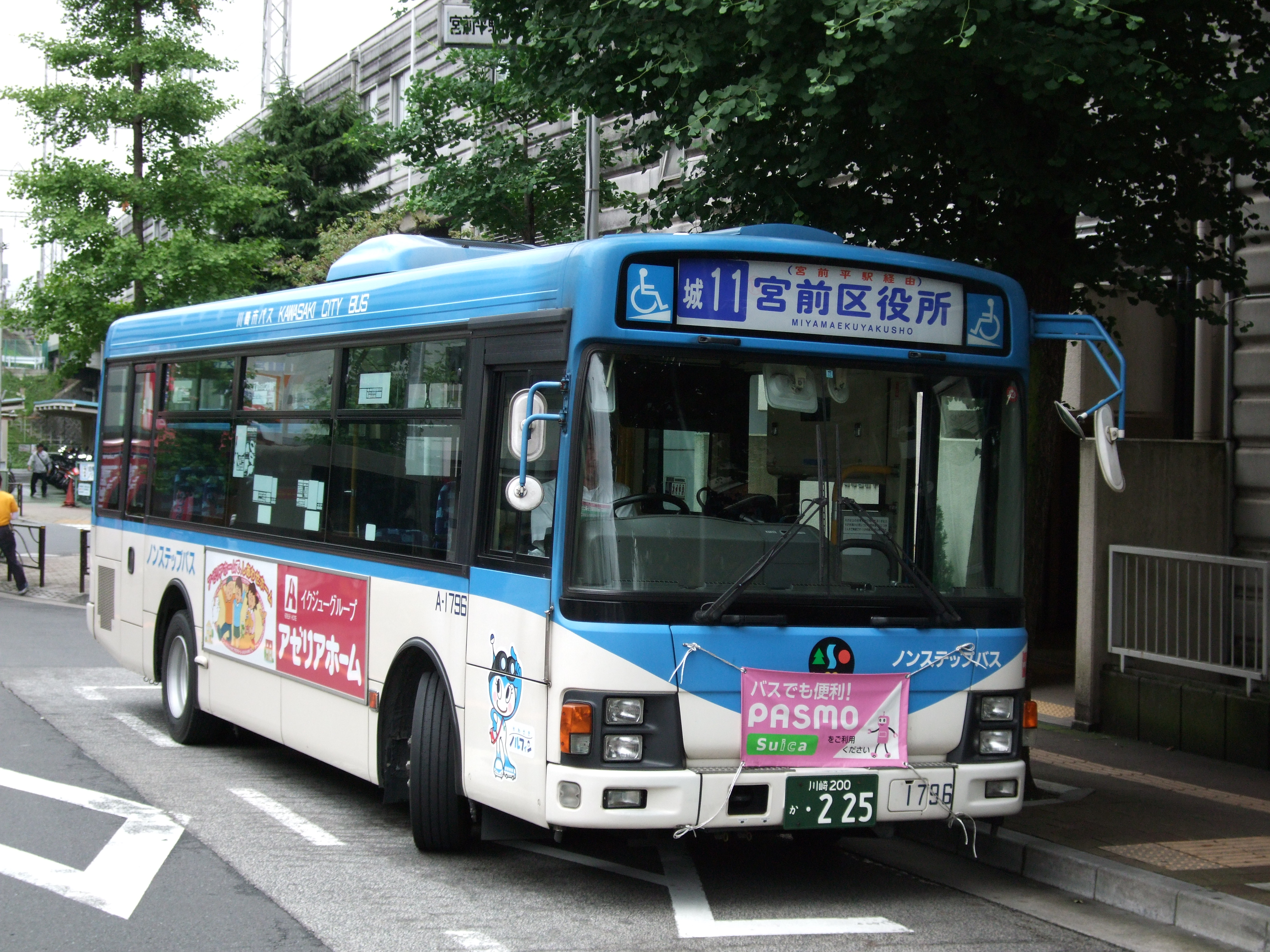
城11系統の運用に就く中型車

路線図

- 城11：新城駅 - 千年 - 野川 - 馬絹 - 宮前平駅
- 城11：新城駅 - 千年 - 野川 - 馬絹 - 宮前平駅 - 宮前区役所
- 城11：井田営業所 - 野川 - 馬絹 - 宮前平駅
- 城11：井田営業所 → 野川 → 馬絹 → 宮前平駅 → 宮前区役所
- 城11：宮前平駅 - 馬絹 - 野川 - 井田営業所 - 井田病院

宮前平駅と武蔵新城駅を尻手黒川道路・中原街道経由で結ぶ路線。野川まで宮前区を走ることから一部は宮前区役所行きとして運行しているが、鷲ヶ峰担当とは違い、新城方面から来たバスは尻手黒川道路沿いのロータリーには入らず、宮前平駅北口側の乗り場へ直接入ってから宮前区役所に立ち寄り、土橋神社回りで宮前平駅のロータリーに入る。すなわち、宮前平駅に2度停車する。新城駅（井田営業所・井田病院前）から宮前区役所前行きを、宮前平駅５番のりばまでの区間で乗車した場合、宮前区役所前までに必ず降りなければならない（当該便は宮前平駅出発後に方向幕が変わる。これは並行する東急バス宮02と同様）
営業所方面行きは出入庫で運転される便が少なく、ほとんどが井田病院への通院路線として運転されている。東急バス宮02と大部分を並行しているため、東急バスとの共通定期券取扱い区間（上野川 - 宮前区役所）がある。
新城駅前発は野川交差点の右折待ち、馬絹交差点での渋滞で定時性の確保が難しい。

### 久末線
- 溝21：有馬第二団地 - 久末 - 野川 - 千年 - 新作 - 溝口駅南口
- 溝21：有馬第二団地 - 久末 - 野川 - 井田営業所

溝口駅と宮前区にある有馬第二団地を結ぶ路線で、朝方から夜は20時台までの運行。有馬・野川地区の買い物輸送の他に高津区役所へのアクセス路線としての位置づけがある。沿線の久末地区では、通勤において鷺沼・武蔵小杉寄りではあるものの高津区に位置し、区役所のある溝口へは鉄道経由の場合遠回りになるためである。
2002年までは現在の溝口駅南口が終点ではなく、手前で駅から離れた市民プラザ線（後述）溝口駅が終点だった。そのため、ロータリーが鷲ヶ峰の路線で一杯だった溝口駅南口において旧・市民プラザ溝口駅発着路線は、延伸後もロータリー内ではなく道路沿いの停留所において乗降扱いを行っており、ロータリーは折返し・時間調整に使うのみである。片側1車線の道路のため、路上駐車している自動車などがいたりする。他の車両の通行の支障になることもあるので、発車時刻ギリギリまで時間調整をする。
2017年1月29日より溝口駅南口広場の供用開始に伴い、市民プラザ線・久末団地線と共に駅より離れていた停留所からバスロータリーの1番乗り場に移設となった。それと同時に富士見台～末長間に「末長三丁目」停留所が新設される（有馬第二団地・梶ヶ谷駅・高田町方向のみ）。

### 市民プラザ線

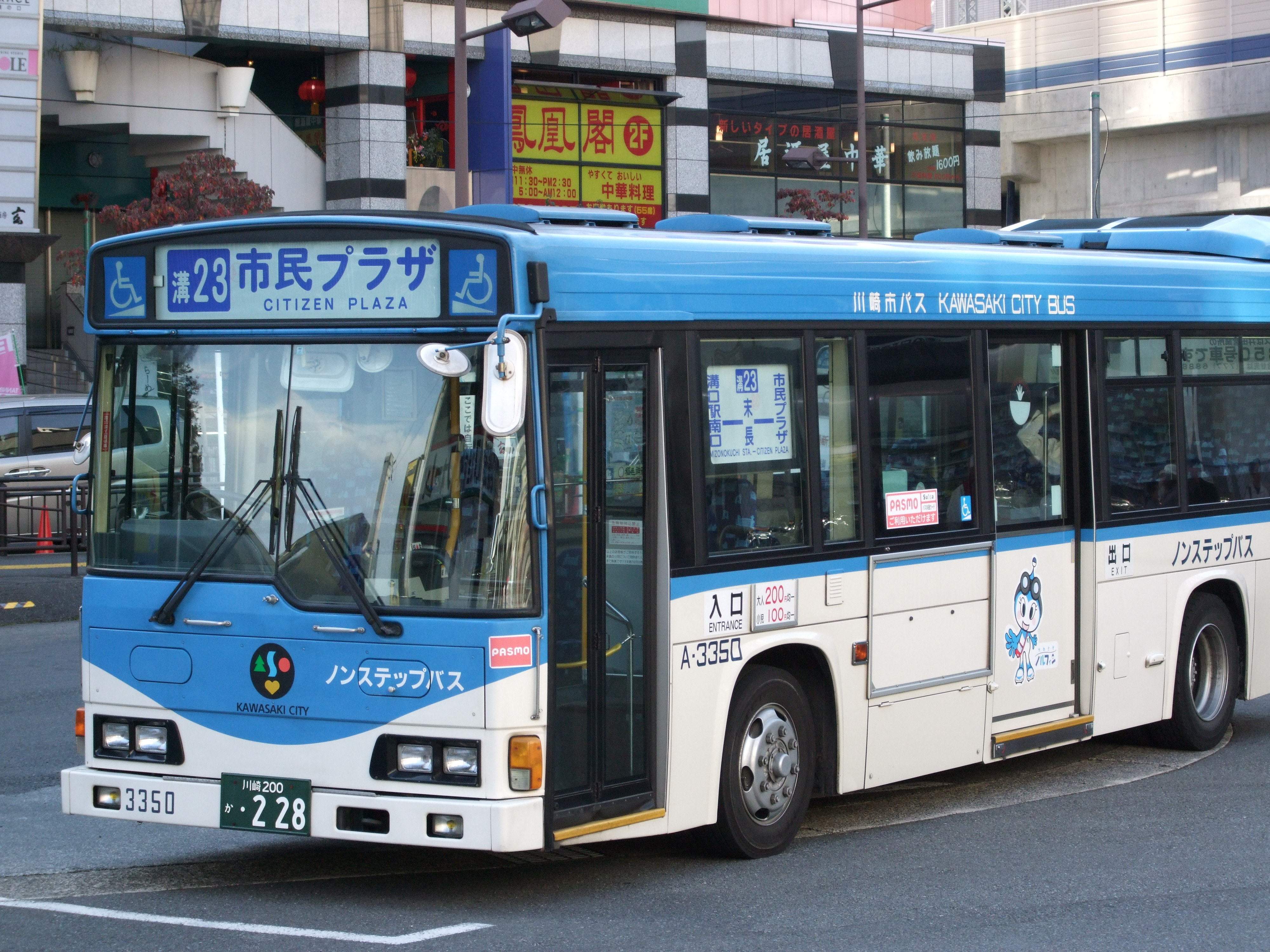
中型車で運行される市民プラザ線 (A-3350)

- 溝23：溝口駅南口 - 新作 - 市民プラザ - 梶ヶ谷駅
- 溝23：溝口駅南口 - 新作 - 市民プラザ
- 溝23：溝口駅南口 - 新作 - 梶ヶ谷駅
- 溝23：井田営業所 - 千年 - 新作 - 溝口駅南口
- 溝23：井田営業所 - 千年 - 市民プラザ - 梶ヶ谷駅
- 溝23：井田営業所 - 千年 - 市民プラザ
- 溝23：井田営業所 - 千年 - 梶ヶ谷駅

梶ヶ谷・溝口両駅と高津区の橘処理センター（ゴミ焼却施設）に併設されている市民プラザを結ぶ。市民プラザ経由便と折返便、通過便がある。かつては全便が市民プラザ経由だったが、2006年より市民プラザ通過便が設けられた（市民プラザ内非経由便でも付近を通るため、近隣の停留所から徒歩で連絡可能）。この他に溝21・溝25の出入庫を含めて井田営業所発着便も溝口駅南口発着を中心に多く設定されている。
車両は原則として中型車での運行であるが、井田営業所 - 溝口駅南口の一部便は溝21の出入庫の関係で大型車で運行される。

### 久末団地線

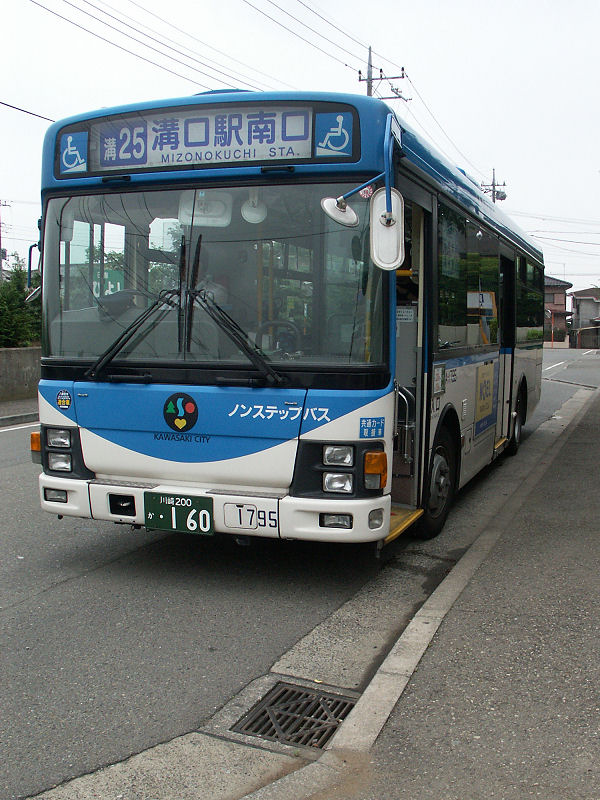
溝25。足元の側溝に横浜市章の菱形が入っており、横浜市内の停留所であると判る。

- 溝25：高田町 - 久末団地 - 谷中 - 子母口住宅 - 井田営業所
- 溝25：高田町 - 久末団地 - 谷中 - 能満寺 - 千年 - 新作 - 溝口駅南口
- 原01：高田町 - 久末団地 - 谷中 - 能満寺 - 千年 - 中原駅

市バスの定期運行路線では数少ない横浜市を通る路線で、おおよそ30-60分に1本の運行。影向寺までは溝21と同経路をたどるが、次の能満寺手前で左折する。尻手黒川道路を横切り、久末地区の住宅地を縫って高田町へ向かう。久末団地～高田町には日吉駅から運行する東急バス日21系統も運行しており、同系統と同じく高田町行きは正面の行き先表示で（山本記念病院）の副名称を表示する。朝夕には武蔵中原駅へ向かう原01が運行される。営業所への出入庫便は鷹巣橋経由で運行され、鷹巣橋 - 谷中で単独区間が存在する。狭隘道路を走行するため、使用車両は中型車限定となっている。
2007年2月28日まで、運賃は久末団地から西原・高田町まで乗車する場合は横浜市内運賃が適用された。当時、この区間内での川崎市内のみ有効の乗車券等は利用不可だった。2007年2月28日をもって西原・高田町の横浜市内運賃の扱いを終了し、3月1日から全区間が川崎市内運賃となり、同区間内における全ての川崎市内有効の乗車券の利用が可能となった。一方、「横浜市敬老乗車証」｢横浜市福祉乗車証｣は、久末団地～高田町相互間に限り利用可能だったが、川崎市内運賃適用と同時に利用不可となった（並走する東急バス日21は久末団地を除き横浜市内を走行するため、引き続き利用可能）。このため、川崎市バスの路線で横浜市内運賃が適用される区間は、2016年8月1日（2017年4月1日から本格運行）にた83（東急バスと共同運行）が開設されるまで、一切存在していなかった。

### 蟹ヶ谷線
- 杉10：小杉駅 - 下新城 - 井田営業所

2011年4月1日より菅生営業所（現：鷲ヶ峰営業所菅生車庫）に移管していたが、現在は井田営業所に戻っている。メインの小杉駅 - 蟹ヶ谷間の運行は上平間営業所の所管。主に鷺02の小杉駅側の出入庫系統として僅かにあるのみ。

### 新城線

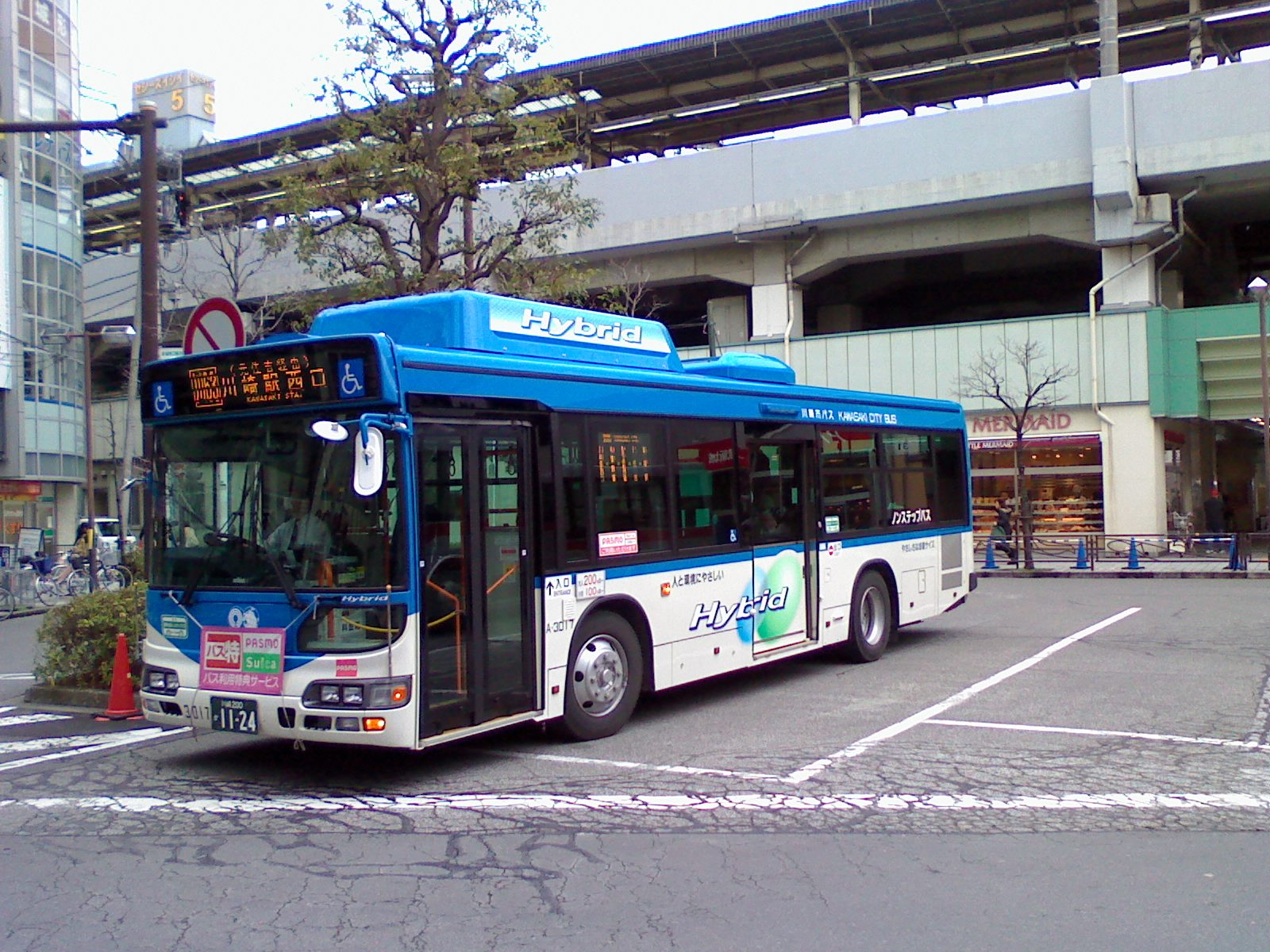
川63系統 武蔵新城駅前で待機中の車両

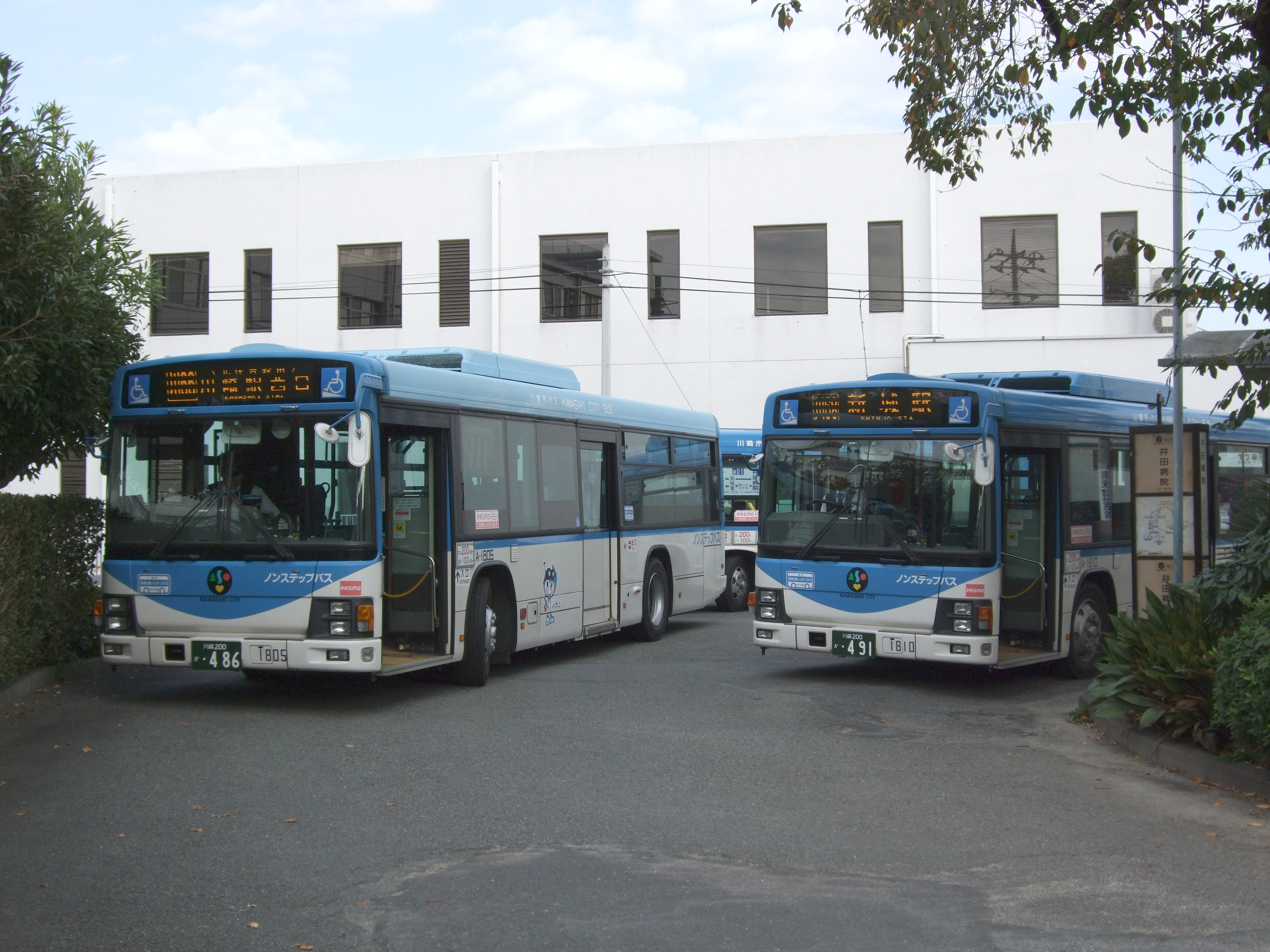
井田病院前で待機中の井田営業所の車両

路線集約後の運行系統図（2022年3月27日以降）

- 川66：川崎駅西口 - 塚越 - 江川町 - 三菱ふそう前 - 元住吉 - 木月 四丁目 - 井田営業所（初便は川崎駅西口行、終車は井田営業所前行 ※各1本ずつ）
- 川66：川崎駅西口 - 塚越 - 江川町 - 三菱ふそう前 - 元住吉 - 木月四丁目 - 井田病院
- 川66：井田営業所 - 井田病院
- 川68：新城駅 - 千年 - 井田営業所前 - 井田病院
- 杉01：小杉駅東口 - 元住吉 - 井田 （ ← 中央療育センター前 ← ）- 井田病院
- 杉01：井田営業所 ← 中央療育センター前 ← 井田病院
- 杉02：横須賀線小杉駅 - 小杉駅東口 - 元住吉 - 井田病院
- 杉03：横須賀線小杉駅 - 小杉駅東口 - 元住吉 - 井田営業所 - 蟹ヶ谷
- 杉03：横須賀線小杉駅 - 小杉駅東口 - 元住吉 - 井田営業所
- 杉03：井田営業所 - 蟹ヶ谷
- 杉04：横須賀線小杉駅 - 小杉駅東口 - 元住吉 - 井田営業所 - 新城駅
- 杉04：井田営業所 - 新城駅

かつては、数多くの子系統を持っていた長距離路線であり、井田営業所の基幹路線（集約内容については後述）。2022年2月1日のダイヤ改正以前は、川崎駅から新城駅を結ぶ川63などの長大系統も運行されていたが、新城線再編に伴い消滅した。
井田営業所 - 井田病院の系統と、指定されている系統を井田営業所で乗り継ぐ場合、申し出により1乗車として扱われる。対象便は「乗り継ぎ乗車は乗務員まで」という趣旨の内容が側面の行き先案内表示板に表示される。
川66は毎時2本程度の運行で、小杉駅発着の各系統は小杉駅 - 井田間はあわせて毎時4 - 6本程度の運行である。三菱ふそう前より元住吉側ではさらに、上平間営業所担当の川66が加わる。（本数は疎ら）
➡︎すべて含めると元住吉 - 井田間は1時間あたり7～10本程度運行されている。（川66※、杉01〜04）※川66は川崎駅西口発着と江川町・上平間発着の両方を含む。
川68は、新城駅から井田病院への通院路線で、毎時1本程度の運行である。川崎駅乗り入れはないが新城線の支線系統の一つであり、系統番号の頭文字が「川」となっている。
2016年4月1日のダイヤ改正で杉01・02が住吉線から新城線に編入され、杉03が経路を変えて復活した。以前の杉03とは全く異なり、元住吉・井田営業所を経由して蟹ヶ谷へ向かう路線。一部の便は井田営業所前止まりとなっている。杉01はダイヤ改正の際に小杉駅前～横須賀線小杉駅間が廃止となり、小杉駅東口始発に変更となった。
2020年4月1日のダイヤ改正で、杉04系統が新設された。
2021年4月1日、総合リハビリテーションセンター前停留所から中央療育センター前停留所に改称。
2022年2月1日に、川崎駅西口からは井田病院へ、横須賀線小杉駅からは蟹ヶ谷・新城駅へ行き先を集約するダイヤ改正を実施（一部系統の支線は除く）。同時に、川64（蟹ヶ谷 - 井田営業所）を杉03、川63（新城駅 - 井田営業所）を杉04、川63（川崎駅西口 - 井田営業所）を川66にそれぞれ改番。この時点で、上平間営業所が運行する上平間発着の川63・川66に変更はなかったが、2022年3月27日のダイヤ改正で川63の上平間 - 井田営業所の運行を終了した。

### 久地線（旧矢ノ口線）
- 溝06：向丘遊園駅南口 - 久地駅 - 梅林 - 溝口駅 - 第三京浜入口 - 新城駅 - 下新城 - 井田営業所
- 溝06：向丘遊園駅南口 - 久地駅 - 梅林 - 溝口駅
- 溝06：登戸駅 -（←多摩警察署前／向丘遊園駅入口→）- 久地駅 - 梅林 - 溝口駅 - 第三京浜入口 - 新城駅 - 下新城 - 井田営業所
- 溝06：登戸駅 -（←多摩警察署前／向丘遊園駅入口→）- 久地駅 - 梅林 - 溝口駅

向ヶ丘遊園駅・登戸駅と溝口駅・第三京浜入口・井田営業所を結ぶ路線で、井田営業所発着便は川崎市バスの中でも比較的長距離の路線にあたる。全便が中型車で運行されている。
かつて南武鉄道（後の立川バス）が営業していた路線を川崎市交通局が引き継いだ。向ヶ丘遊園駅・登戸駅以南を上平間が、以北（西菅線）を鷲ヶ峰が管轄していた。
矢ノ口線の由来は、かつて都県境を越えて東京都稲城町（現・稲城市）の国鉄南武線矢野口駅まで路線が延びていたことによる。利用状況は、時間帯を問わず溝口駅 - 向ヶ丘遊園駅・多摩区役所の利用が多い。
2008年4月1日に井田営業所から上平間営業所に移管されたが、2019年4月1日より上平間との共管となり、ほとんどの便が井田に移管された。
2020年4月1日のダイヤ改正より、2008年3月以来12年ぶりに井田の単独運行に戻った。
向丘遊園駅前は、区画整理事業の進捗に伴う経路変更に伴い、2022年3月26日をもって廃止され、翌日より全便通過となる。

## 廃止・移管路線

### 梶ヶ谷線
- 向01：梶ヶ谷駅 - しばられ松 - 神木本町 - 五所塚 - 向丘遊園東口
- 向01：梶ヶ谷駅 - 千年 - 井田営業所

元々は東急バス高津営業所と共同運行だったが、2006年5月16日、梶ヶ谷-向丘遊園駅東口のみ東急バスに移譲された。井田営業所行は現在も溝23の出入庫として残っている。

### 蟹ヶ谷線
- 杉10：小杉駅 - 下新城 - 子母口住宅 - 蟹ヶ谷
- 杉10：中原駅 - 下新城 - 子母口住宅 - 蟹ヶ谷
- 杉10：井田営業所 → 下新城 → 中原 → 中原駅

2008年4月1日、川崎市バス上平間営業所へ移管、臨港グリーンバスに委託。

### 新城線

運行系統図（2020年4月1日 - 2022年1月31日）

- 川63：新城駅 → 千年 → 井田営業所 → 元住吉駅 → 元住吉
- 川63：井田営業所 → 元住吉駅 → 三菱ふそう前 → 江川町 → 塚越 → 川崎駅西口
- 川64：蟹ヶ谷 → 井田営業所 → 元住吉駅 → 三菱ふそう前 → 江川町 → 塚越 → 川崎駅西口
- 川64：蟹ヶ谷 → 井田営業所 → 元住吉駅 → 元住吉
- 川66：井田病院 → 元住吉駅 → 三菱ふそう前 → 江川町 → 塚越 → 川崎駅西口
- 川66：井田病院 → 元住吉駅 → 元住吉

元々は元住吉駅前経由で、末期は川崎駅西口方面行きのみ朝時間帯の始発 - 9:30まで運行していたが、綱島街道の拡幅工事のため運休、木月四丁目経由で運行となった。工事後も運休が継続していた が、運行を再開することはなく2016年12月28日で廃止された。また、やぐら橋架け替え工事の工事箇所変更 に伴い、木月四丁目方向からの「労災病院発着」を「元住吉発着」に変更したのち消滅した。
- 杉02：横須賀線小杉駅 → 小杉駅東口 →　元住吉 → 井田 → 井田病院（急行便）

2016年4月1日のダイヤ改正の際に急行便が新設された（平日の朝7時台二本のみ）。停車停留所は、小杉駅東口・労災病院前・元住吉・井田・井田病院正門前・井田病院であった。2017年12月1日をもって各停系統となり、廃止。
- 川63：新城駅 - 千年 - 井田営業所 - 元住吉 - 三菱ふそう前 - 江川町 - 塚越 - 川崎駅西口
- 川63：新城駅 - 千年 - 井田営業所 - 元住吉 - 三菱ふそう前 - 江川町（1日1往復のみ、始発便・終車便）
- 川63：新城駅 - 千年 - 井田営業所
- 川63：江川町 → 塚越 → 川崎駅西口（始発便のみ）
- 川64：蟹ヶ谷 - 井田営業所
- 川64：蟹ヶ谷 - 井田営業所 - 元住吉 - 三菱ふそう前 - 江川町 - 塚越 - 川崎駅西口
- 川67：横須賀線小杉駅 - 労災病院前 - 三菱ふそう前 - 江川町 - 塚越 - 川崎駅西口
- 川67：江川町 → 三菱ふそう前 → 労災病院前 → 横須賀線小杉駅（始発便のみ）

川63・川64・川66の各系統の全線通し運行便は一部時間帯を除き、1時間に1 - 2本程度の運行で、その補完として区間便の各子系統が追加される形態となっていた。川崎駅西口 - 元住吉間は概ね12 - 15分間隔で運行されていた。上平間発着（川崎市バス上平間営業所#新城線）や横須賀線小杉駅発着を含めると元住吉 - 井田間は1時間あたり8 - 10本程度運行されていた。
2014年1月18日のダイヤ改正で横須賀線小杉駅を発着する川67が新設され、同時に運行本数の見直しと川崎駅西口の乗り場変更（川63・川64・川66はすべて54番乗り場に集約し、川67は55番乗り場から発車）が行われた。川67は新設と同時に廃止された杉03・杉04の代替を兼ねていた。
2016年4月1日のダイヤ改正で杉01・02が住吉線から新城線に編入され、杉03が経路を変えて復活した。以前の杉03とは全く異なり、元住吉・井田営業所を経由して蟹ヶ谷へ向かう路線。一部の便は井田営業所前止まりとなっている。杉01はダイヤ改正の際に小杉駅前～横須賀線小杉駅間が廃止となり、小杉駅東口始発に変更となった。
2022年2月1日のダイヤ改正で新城線の再編が行われ、川64、川67は系統廃止、川63も上平間営業所運行分を除き廃止された。

### 西加瀬循環線
- 杉03：横須賀線小杉駅 → 労災病院 → 元住吉 → 石神橋 → 日吉中学校 → 西加瀬 → 労災病院 → 横須賀線小杉駅（午前運行）
- 杉03：横須賀線小杉駅 → 労災病院 → 西加瀬 → 日吉中学校 → 石神橋 → 元住吉 → 労災病院 → 横須賀線小杉駅（午後運行）
- 杉04：日吉中学校 - 西加瀬 - 労災病院 - 横須賀線小杉駅

2010年3月13日に開業した、横須賀線武蔵小杉駅へのアクセスを目的とした路線。2010年3月15日より運行を開始した。
2014年1月18日をもって廃止。代替として川67を新設したほか、川崎鶴見臨港バス川55系統が当路線と並走している。

### 久地線（旧矢ノ口線）
- 溝06：向丘遊園駅南口 - 久地駅 - 梅林 - 溝口駅 - 第三京浜入口
- 溝06：登戸駅 -（←向丘遊園駅）- 久地駅 - 梅林 - 溝口駅 - 第三京浜入口

2020年3月31日をもって廃止。

### 有馬線
- 鷺02：鷺沼駅 - 有馬第二団地 - 久末（東急バス東山田営業所と共同運行・平日夕1往復のみ）
- 鷺02：鷺沼駅 ← 有馬第二団地（東急バス東山田営業所と共同運行・平日朝のみ）

2022年1月31日をもって廃止。

## 車両
| 「かわさきノルフィン・かわさきミュートン」ラッピングバスいすゞ・エルガ ワンロマ車 (A-1876)  |  | 「かわさきノルフィン・かわさきミュートン」ラッピングバスいすゞ・エルガ ワンロマ車 (A-1876) |
| 「かわさきノルフィン・かわさきミュートン」ラッピングバス いすゞ・エルガ ワンロマ車 (A-1876) |  |                                                                                            |

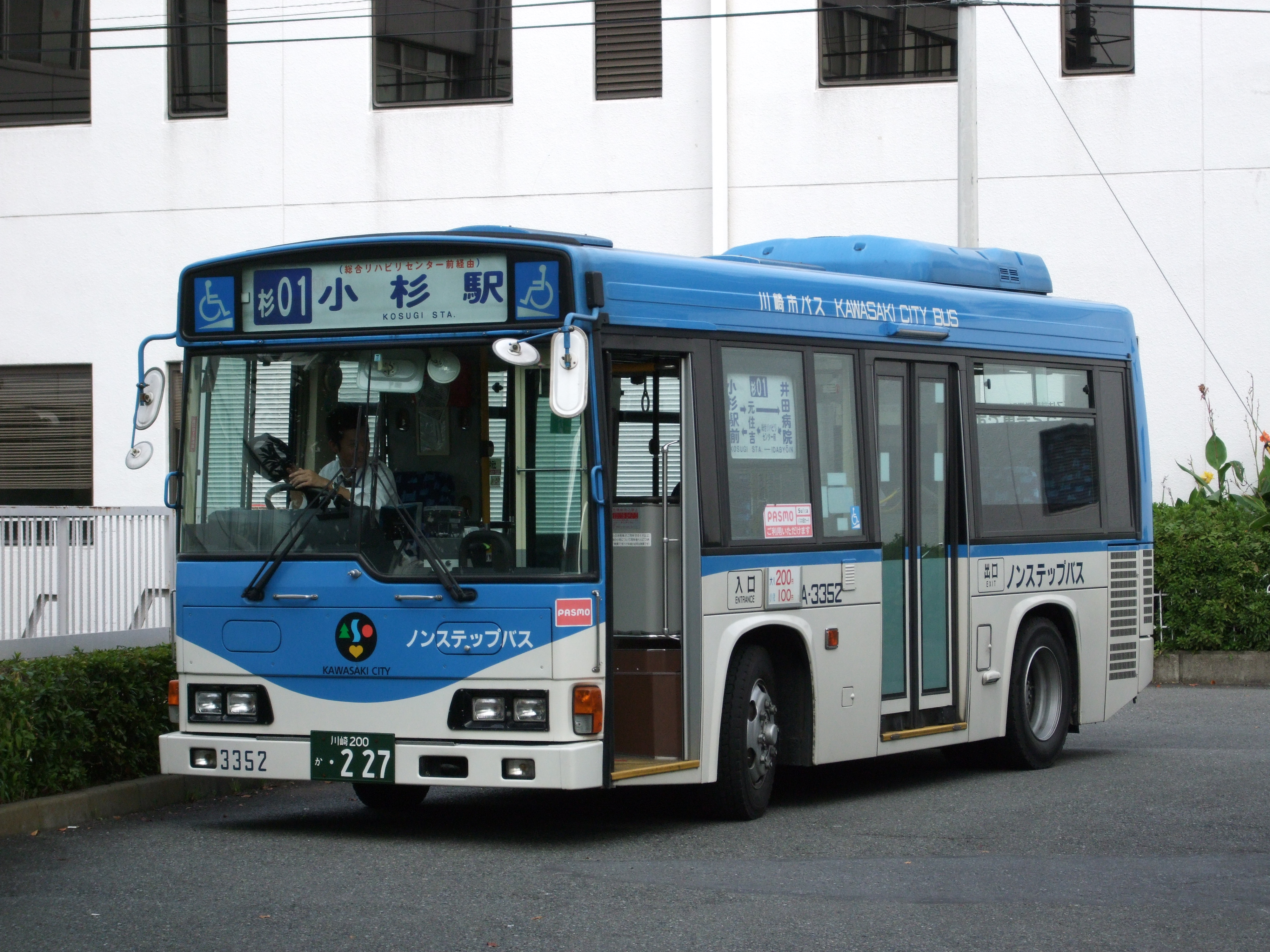
杉01系統専用の小型車 (A-3352)
塩浜営業所へ転属

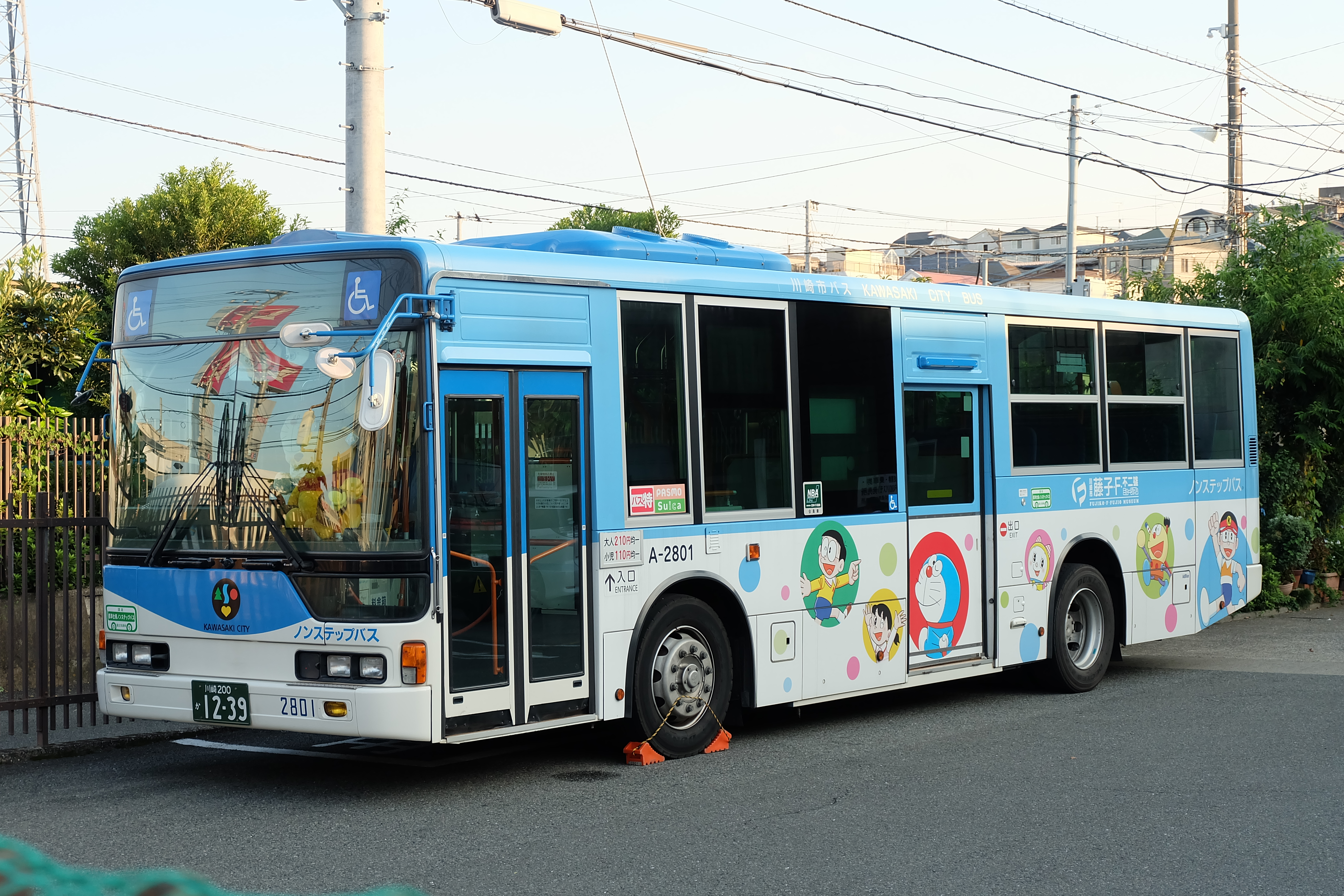
藤子・F・不二雄ミュージアム開館PRラッピングバス (A-2801)

かつて川崎市交通局では地域振興策として、市内に工場があったいすゞ自動車（川崎区殿町のいすゞ川崎工場、2004年閉鎖）、三菱ふそう（中原区）の2社の車両を全営業所で導入していた。いすゞ車は純正車体と富士重工製車体、三菱車は呉羽車体を採用していた。公害が深刻な社会問題となった川崎市では低公害車の導入に積極的に取り組み、1990年代にはハイブリッド車導入を契機に日野自動車製の車両導入が再開され、CNG車導入により日産ディーゼル（現：UDトラックス）製の車両も導入されるようになった。その後は指名競争入札制度により、国産ディーゼル4社の車両が導入 されるようになった。日野車は純正車体、日産ディーゼル車は富士重工製車体を採用していたが、富士重工のバス架装事業撤退後は西日本車体工業製の車体に切り替えられた。
当営業所では、大型車、中型車とも主にいすゞ車と日野車によって構成されているが、三菱車と日産ディーゼル車も若干数配置がある。大型車は短尺車が多いが、日産ディーゼル車では標準尺車も導入されている。
配置車種は、大型車はいすゞ・エルガ、エルガハイブリッド、日野・ブルーリボンII、ブルーリボンシティハイブリッド、三菱ふそう・エアロスター、日産ディーゼル・スペースランナーRA、中型車はいすゞ・エルガミオである。
2023年度の新車導入に伴い、2024年2月を以って日産ディーゼル製車両の配置が消滅。